# ステファノ・ボンターデ
ステファノ・ボンターデ（Stefano Bontade、1939年4月23日 - 1981年4月23日）は、イタリア・シチリア島のマフィアで、パレルモ郊外のサンタ・マリア・デル・ジェズを縄張りとしていたボス。一部資料では、名前はボンターテ（Bontate）とも表記する。

## 人物
パレルモ出身で、家は祖父の代からマフィアだった。
愛車はポルシェのカレラ。煙草の密売に深く関わっていたが、麻薬取引には否定的だった。
42歳の誕生日を友人たちと祝い、車で自宅へ戻る帰りに信号待ちをしていた際、敵対していたサルヴァトーレ・リイナのヒットマンジュゼッペ・グレコにAK-47で射殺された。彼の殺害後、いわゆる「第二次マフィア戦争」が勃発し、数百人のマフィオーシが殺害される事態に発展した。彼の知人たちは当局の情報提供者へと転じることとなる。

## 政界との関係
ジュリオ・アンドレオッティに対してシチリア島を支配しているのはマフィアであり、キリスト教民主党を南イタリアから一掃されたくなければ我々の言うことを聞け、と脅したことがある。
パレルモ市長のサルヴァトーレ・リマとは親しく何度も会っていたという。しかし、ボンターデが暗殺されるとリーマはサルヴァトーレ・リイナらコルレオーネ一家と付き合うようになった。
シルヴィオ・ベルルスコーニは1970年代にヴィットリオ・マンガーノを馬丁として雇ったのを機にステファノ・ボンターデと親しく付き合うようになった。